# Слободан Крчмаревич
Слободан Крчмаревич (серб. Slobodan Krčmarević / Слободан Крчмаревић, нар. 12 червня 1965, Белград) — югославський футболіст, що грав на позиції півзахисника. По завершенні ігрової кар'єри — сербський тренер.

## Ігрова кар'єра
У дорослому футболі дебютував 1983 року виступами за команду «Партизан», в якій провів один сезон, взявши участь лише у 2 матчах чемпіонату Югославії. На початку 1986 року він перейшов в оренду до клубу Другої ліги «Бор» і провів там наступні півтора роки, після чого недовго перебував в структурі шведського клубу АІК з Стокгольма. Влітку 1987 року Крчмаревич приєднався до клубу ОФК (Белград), забивши 33 голи в 72 матчах протягом наступних трьох сезонів у Другій лізі.
Влітку 1991 року Крчмаревич повернувся в рідний «Партизан» і став основним гравцем команди під керівництвом Івиці Осима на наступні два сезони, створивши чудовий тандем на лівому фланзі  з лівим захисником Небойшею Гуделем і виграв з командою чемпіонат і кубок країни.
Влітку 1993 року Крчмаревич вдруге переїхав за кордон і приєднався до кіпрського клубу «Аполлон» з Лімасола. Він став найкращим бомбардиром команди в кожному з наступних трьох сезонів і виграв чемпіонат Кіпру у своєму дебютному сезоні. Згодом з 1995 по 1998 рік грав у складі інших кіпрських команд «Еносіс» і «Анортосіс» і з останнім 1998 року виграв «золотий дубль».
Протягом 1999—2000 років захищав кольори грецьких клубів ПАОК та «Паніоніос», але у Греції результативність югослава значно впала, тому він повернувся у «Анортосіс» влітку 2000 року і захищав його кольори до припинення виступів на професійному рівні у 2001 році.

## Виступи за збірну
Крчмаревич був включений до заявки збірної Югославії на Євро-1992. Однак країна була дискваліфікована за кілька днів до турніру через югославські війни, і команда повернулася додому.

## Кар'єра тренера
Розпочав тренерську кар'єру невдовзі по завершенні кар'єри гравця, 2002 року, очоливши тренерський штаб юнацької збірної Сербії і Чорногорії (U-19), а наступного року став головним тренером молодіжної команди «Партизан», яку тренував два роки.
Згодом протягом 2005—2007 років очолював тренерський штаб клубу ОФК (Белград), після чого два роки очолював молодіжну збірну Сербії. Він залишив цю посаду після того, як команда вилетіла на груповому етапі чемпіонату Європи серед молодіжних команд 2009 року.
У лютому 2010 року прийняв пропозицію попрацювати у кіпрському клубі «Анортосіс», вигравши Кубок Кіпру 2009/10. Залишив кіпрську команду в жовтні 2010 року, після чого у листопаді-грудні недовго тренував інший місцевий клуб «Анортосіс».
На початку 2011 року Крчмаревич очолив молодіжну збірну Казахстану, підписавши контракт до кінця 2012 року. У 2012 році він також обіймав посаду головного тренера клубу казахстанської Прем’єр-ліги «Жетису».
Згодом очолював кіпрську «Доксу» (Катокопія), словенський «Рудар» (Веленє) та македонську «Побєду», але ніде надовго не затримувався.
Останнім місцем тренерської роботи Крчмаревича став боснійський клуб «Желєзнічар», головним тренером команди якого Слободан Крчмаревич був з 4 червня по 30 липня 2018 року.

## Титули і досягнення

### Як гравця
- Чемпіон Сербії і Чорногорії (1):

«Партизан»: 1992/93
- Кубок Югославії з футболу (1):

«Партизан»: 1991/92
- Чемпіон Кіпру (2):

«Аполлон»: 1993/94
«Анортосіс»: 1997/98
- Володар Кубка Кіпру (1):

«Анортосіс»: 1997/98
- Володар Суперкубка Кіпру (1):

«Анортосіс»: 1998

### Як тренера
- Володар Кубка Кіпру (1):

«Аполлон»: 2009/10

## Особисте життя
Син Слободана, Никола Крчмаревич, також став футболістом.